# サルマト
サルマト（伊: Sarmato）は、イタリア共和国エミリア＝ロマーニャ州ピアチェンツァ県にある、人口約2,900人の基礎自治体（コムーネ）。

## 地理

### 位置・広がり

#### 隣接コムーネ
隣接するコムーネは以下の通り。括弧内のPVはパヴィーア県所属を示す。
- ボルゴノーヴォ・ヴァル・ティドーネ
- カステル・サン・ジョヴァンニ
- モンティチェッリ・パヴェーゼ (PV)
- ピエーヴェ・ポルト・モローネ (PV)
- ロットフレーノ

### 気候分類・地震分類
サルマトにおけるイタリアの気候分類 (it) および度日は、zona E, 2552 GGである。
また、イタリアの地震リスク階級 (it) では、zona 3 (sismicità bassa) に分類される。

## 姉妹都市
- Sibanicú、キューバ
- フォントネー＝スー＝ボワ、フランス
- モンペリエ、フランス